# Karim Benkouar
Karim Benkouar est un footballeur marocain né le 25 novembre 1979 à Fès.

## Biographie
En 4 saisons au Nîmes Olympique, dont 6 mois au Panionios Athènes, il n'aura pas su s'imposer dans l'effectif de Ligue 2 avec seulement 1 but pour 25 matchs dans cette division.
Lors de la saison 2002-2003, malgré la descente du club en National, il n'arrive pas non plus à s'imposer avec seulement 3 buts en 23 matchs de championnat.
À l'issue de cette saison, il se dirige vers les divisions inférieures : CFA et CFA 2.
En 2009, il s'engage avec le Club Olympique de Castelnaudary en Division d'honneur régionale.

## Statistiques
| Matches internationaux de Karim Benkouar | Matches internationaux de Karim Benkouar | Matches internationaux de Karim Benkouar     | Matches internationaux de Karim Benkouar | Matches internationaux de Karim Benkouar | Matches internationaux de Karim Benkouar | Matches internationaux de Karim Benkouar | Matches internationaux de Karim Benkouar |
| 0                                        | Date                                     | Lieu                                         | Adversaire                               | Score                                    | Résultats                                | Compétitions                             |                                          |
| ---------------------------------------- | ---------------------------------------- | -------------------------------------------- | ---------------------------------------- | ---------------------------------------- | ---------------------------------------- | ---------------------------------------- | ---------------------------------------- |
| 1                                        | 27 mars 2002                             | Stade Ricardo Saprissa, San José, Costa Rica | Costa Rica                               | —                                        | 0-1                                      | Match amical                             |                                          |